# Брак добра (філософія)
Брак добра (лат. privatio boni), також відома як теорія позбавлення зла, є теологічною та філософською доктриною, згідно з якою зло, на відміну від добра, є несуттєвим, так що думка про нього як про сутність є оманливою. Натомість зло — це скоріше відсутність або нестача ("позбавлення") добра. Це також означає, що все, що існує, є добром, оскільки воно існує;, а також іноді стверджується, що зло слід розглядати як ніщо, або як щось неіснуюче.